# Новобахметьево
Новобахметьево (укр. Новобахметьєве) — село в Александровской поселковой общине Краматорского района Донецкой области Украины.

## Общие сведения
Население по переписи 2001 года составляло 148 человек. Почтовый индекс — 84010. Телефонный код — 6269.